# Solo II
Solo II is een compositie van Kalevi Aho.
Solo II maakt deel uit van een reeks van solostukken (op 1 januari 2018 twaalf) voor diverse muziekinstrumenten. Deze nummer twee is geschreven voor piano solo. De opdracht voor het werk kwam van de Sibeliusacademie. Ook Jouni Kaipainen lweverde een werk (Conte). De academie wilde een werk dat als verplicht werk kon gelden tijdens hun Maj Lind-concours op 27 en 28 februari 1986. Aho kwam met een werk dat opgebouwd is volgens de traditionele opzet langzaam-snel-langzaam (Tranquillo-Allegro vivace-Andante), waarbij de buitensecties meer nadruk leggen op de muzikaliteit en de middensectie op virtuositeit binnen een toccata-karakter. Uiteindelijk sterft de muziek weg.
De hele pianisten beten zich stuk op het werk in 1986, daarna werd het zelden meer uitgevoerd. Sonja Fräki nam het werk op in een serie van pianowerken van Aho, dat uitgegeven werd door Bis Records. Het is dan januari 2013.